# David Lee (basket-ball)
Pour les articles homonymes, voir David Lee et Lee.
David Lee, né le 29 avril 1983 à Saint-Louis dans le Missouri aux États-Unis, est un joueur américain de basket-ball évoluant aux postes d'ailier fort et de pivot. Il mesure 2,03 m.
Il obtient deux sélections au NBA All-Star Game en 2010 et en 2013 et est champion NBA en 2015 avec les Warriors de Golden State.

## Carrière universitaire

### Gators de la Floride

#### 2001-2002
David Lee débute en université avec les Gators de Florida en 2001. Son équipe, troisième de la Southerneast conference est éliminée au premier tour du tournoi NCAA 83-82 par les Bluejays de Creighton. Lee joue 18 minutes par match pour 7 points et 4,7 rebonds. Lors du match face à Creighton, Lee, non titulaire, totalise 9 points pour 23 minutes de jeu, 8 rebonds, 3 passes décisives et 2 interceptions.

#### 2002-2003
Lors de la saison 2002-2003, Les Gators sont de nouveau qualifiés pour le tournoi NCAA. Ils battent Sam Houston State au premier tour puis chutent face à Michigan State au tour suivant. Le temps de jeu de David Lee passe à 26,2 minutes par match et il marque 11,2 points, capte 6,8 rebonds (leader de son équipe), délivre 1,8 passe décisive. Encore une fois, lors des matchs à élimination directe, Lee monte d'un cran. Face à Sam Houston State, titulaire, il marque 23 points (meilleur marqueur du match à 9 sur 12), prend 6 rebonds, donne 3 passes décisives. Au second tour, contre Michigan State, malgré un score peu flatteur (son équipe ne marque que 46 points), David Lee marque 16 points en 32 minutes sur le parquet, prend 4 rebonds et délivre 2 passes décisives.
David Lee termine leader de la Southerneast conference au pourcentage de réussite à deux points avec 64,8%.

#### 2003-2004
En 2003, David Lee gagne de nouveau du temps de jeu avec 27,5 minutes jouées par match et augmente ses statistiques : 13,3 points, 6,8 rebonds (leader de son équipe), 2,8 passes décisives et 1,1 interception. Encore une fois deuxième de la Southerneast conference, les Gators sont de nouveau éliminés au premier tour du tournoi NCAA, par Manhattan College, 75-60. Lee offre une prestation timide avec 7 points, 5 rebonds et 2 passes décisives en 24 minutes.
En septembre 2004, Lee est dépeint comme étant un joueur athlétique, énergique, "extrêmement rapide et mobile au poste", performant dans la raquette, moins en dehors mais bon passeur. Il est cependant présenté comme un défenseur limité, notamment face aux joueurs les plus imposants physiquement, et n'est ni un leader, ni un joueur décisif.

#### 2004-2005
Pour sa dernière année universitaire, Lee joue 28 minutes par match à 13,6 points, 9 rebonds (leader de son équipe), 2,2 passes décisives et 1,1 interception. Il a alors comme coéquipier Joakim Noah dans sa première année à Florida.
Les Gators battent les Bobcats de l'Ohio au premier tour du tournoi NCAA, 67-62, mais se font encore éliminer au deuxième tour par les Wildcats de Villanova, 76-65. Lee réalise deux bonnes performances avec 14 points, 8 rebonds, 2 passes décisives, 3 interceptions, 3 contres en 34 minutes face à Ohio et 20 points, 10 rebonds, 2 passes décisives, 3 interceptions et 3 contres en 33 minutes face à Villanova.
David Lee se présente à la Draft 2005 de la NBA et est sélectionné au premier tour, en 30e position, par les Knicks de New York.

## Carrière NBA

### Knicks de New York (2005-2010)
Les Knicks, rejoints par Lee en 2005, sont une équipe en plein doute et sportivement en retrait depuis l'arrivée d'Isiah Thomas à la présidence en décembre 2003. Si l'équipe s'est qualifiée pour les playoffs dès la saison 2004, malgré un ratio de 39-43 en saison régulière, ils sont éliminés dès le premier tour sans gagner un seul match. L'année suivante, les Knicks finissent la saison avec 33 victoires seulement et ratent les playoffs. De plus, l'entraîneur légendaire Lenny Wilkens (élu parmi les 10 meilleurs entraîneurs de l'histoire de la NBA en 1997 et intronisé au Hall of fame en 1998) a quitté l'équipe et son remplaçant, Herb Williams, est à son tour remplacé par Larry Brown pour la saison 2005-2006.

#### 2005-2006
Lors de sa première saison en NBA, David Lee joue 67 matchs (dont 14 comme titulaire). Avec seulement 16,8 minutes de jeu par match, il finit la saison avec des moyennes de 5,1 points et 4,5 rebonds. Il termine un match à plus de 20 points et réalise 4 double-doubles.
Les Knicks, cependant, connaissent la quatrième plus mauvaise saison de leur histoire avec seulement 23 victoires pour 59 défaites, ce qui leur assure la dernière place de leur division et la dernière place de la conférence est. Ces mauvais résultats ont raison de l'entraîneur, Larry Brown, qui est remplacé par Isiah Thomas pour la saison suivante. Ce dernier, depuis son arrivée au club, a opéré de nombreux changements, autant parmi le staff que parmi les joueurs en acquérant le all-star Stephon Marbury en janvier 2004 pour un salaire de 14 625 000 $. Il continue par la suite sa politique d'achats de joueurs aux gros salaires pour aboutir en 2006 à une masse salariale record de 124 millions de dollars. Outre les problèmes financiers qui résultent de ces choix, certains joueurs au salaire élevé se retrouvent dès lors en compétition, créant des embouteillages à certains postes. Ainsi l'acquisition de Jared Jeffries, en août 2006, pose la question de l'utilité de David Lee. Les Knicks utilisent cependant leur option de contrat de trois ans avec Lee en octobre.

#### 2006-2007
Durant cette saison, Lee double quasiment ses statistiques en passant en moyenne 29,8 minutes sur le parquet (10,7 points, 10,4 rebonds). Dès la saison 2006-2007, il prend l'habitude de réaliser régulièrement des double-doubles (29 en 58 matchs).
Le 16 décembre 2006, une bagarre éclate lors du match opposant les Knicks aux Nuggets. Les dix joueurs sur le parquet sont expulsés et sept joueurs suspendus, notamment Carmelo Anthony pour 15 matchs. Cet événement donne davantage de temps de jeu à Lee qui passe de 25,6 minutes de présence à 31,2 minutes. Isiah Thomas ne le considère cependant toujours pas comme un titulaire.
Le 16 février 2007, David Lee est élu MVP du Rising Stars Challenge avec 30 points (14 sur 14 au tir), 11 rebonds, 4 passes décisives en 24 minutes de jeu,.
Blessé à la fin du mois de février, Lee rate 11 matchs et ne reprend la compétition que le 22 mars. Au moment de sa blessure, il est présenté comme étant l'un des joueurs les plus importants des Knicks.

#### 2007-2008
À l'orée de la saison 2007-2008, les Knicks ne sont pas considérés comme une équipe capable de se qualifier pour les playoffs. De plus, l'acquisition en juin 2007 du futur all-star Zach Randolph, qui sort d'une saison avec Portland à 23,6 points, et 10,1 rebonds, pose de nouveau la question de la place de David Lee dans un effectif aussi fourni sous le panier.
La saison 2007-2008 est la première que Lee joue quasiment en intégralité en participant à 81 matchs. Il en débute cependant 52 sur le banc. Il termine la saison avec 10,8 points, 8,9 rebonds (deuxième de son équipe derrière Zach Randolph), 1,2 passe décisive, 1,7 interception.
Les Knicks réitèrent finalement leur pire marque de 2006 avec 23 victoires et 59 défaites. Le duo d'intérieurs Randolph/Curry ne se sublime pas, Isiah Thomas impose des tactiques obsolètes et inadaptées à ses meneurs et connait des démêlés avec la justice.
Le 2 avril 2008, Donnie Walsh remplace Isiah Thomas à la présidence des Knicks et, le 13 mai suivant, nomme Mike D'Antoni au poste d'entraîneur.
Malgré les changements à la direction des Knicks, l'équipe est toujours pronostiquée en queue de classement par les spécialistes pour la saison à venir.

#### 2008-2009
Souhaitant relancer la franchise new yorkaise, Donnie Walsh songe dès octobre 2008 à acquérir la star des Cavaliers, LeBron James. David Lee arrive justement au terme de son contrat en fin de saison et lui faire signer un nouveau contrat sonnerait le glas des espoirs de Walsh. Ce dernier tente, en vain, de vendre Zach Randolph et/ou Eddy Curry, afin de libérer suffisamment d'espace sous le plafond salarial. Il pense également à se séparer de Randolph, Curry et Lee afin d'attirer James ou encore de Jared Jeffries. Conserver Lee coûterait 8 millions de dollars aux Knicks par saison et annihilerait l'espoir de signer James ou n'importe quel autre agent libre en 2010.
Au-delà des rumeurs de transferts, c'est durant la saison 2008-2009, avec l'arrivée de Mike D'Antoni et de son run-and-gun, que David Lee devient un élément essentiel des Knicks. Alors qu'il apparaît 29 fois dans le cinq majeur en 2007-2008, il devient titulaire 74 fois en 2008-2009 et passe de 29,1 à 34,9 minutes par match.
Ses statistiques s'en ressentent et Lee passe de 10,8 à 16 points par match de moyenne et de 8,9 à 11,7 rebonds. Cette saison, il réalise 65 double-doubles (meilleur total de la saison en NBA) en 81 matchs joués avec un pic le 29 novembre 2008, face aux Warriors de Golden State avec 37 points et 21 rebonds.
Il est élu joueur de la semaine du 1er février 2009 pour la conférence est. Malgré l'arrivée de d'Antoni, les Knicks finissent la saison avec seulement 29 victoires et 53 défaites.
Durant l'été 2009, Les Trail Blazers de Portland ainsi qu'une demi-douzaine d'équipes NBA ambitionnent d'acquérir Lee.
Agent libre depuis le 1er juillet 2009, David Lee ne parvient pas à trouver d'équipe ni à un accord avec les Knicks. Il souhaite une prolongation sur 5 ou 6 ans avec un contrat de l'ordre de 50 à 60 millions de dollars où les Knicks opteraient davantage pour 8 millions par saison. Malgré la vente de Zach Randolph le 17 juillet 2009, les 20 millions de contrat d'Eddy Curry et Jared Jeffries bloquent le processus.
Sans contrat, David Lee ne peut participer au Team USA's minicamp à Las Vegas où se retrouvent les joueurs de l'équipe américaine sous la férule de Mike Krzyzewski qui les entraînera lors des championnats du monde de 2010 et des jeux olympiques de 2012.
Le 4 septembre, ne parvenant pas à négocier un transfert de Lee, Walsh lui propose un contrat d'un an avec les Knicks de l'ordre de 7 millions avec 1 million supplémentaire en cas de playoffs. Les Knicks conservent suffisamment d'espace pour offrir un salaire maximum à LeBron James ou à une autre star en fin d'année
À l'entame de la saison, les spécialistes ne donnent toujours aucune chance aux Knicks de se qualifier pour les playoffs.

#### 2009-2010
Cette année-là, David Lee est le joueur le plus utilisé par son entraîneur (37,3 minutes par match), le meilleur marqueur de son équipe (20,2 points), le meilleur rebondeur (11,7) et ne démérite pas en passes décisives (3,6) et en interception (1). Il se classe 4e rebondeur de la NBA et 4e en double-doubles.
Le 2 avril 2010, il marque 37 points, prend 20 rebonds et délivre 10 passes décisives, contre les Warriors de Golden State. Il s'agit de son premier triple-double.
Cette saison pleine lui permet d'être sélectionné pour le All-Star Game de Dallas en 2010. Il est choisi par David Stern, alors commissaire de la NBA, en remplacement d'Allen Iverson (Sixers de Philadelphie) absent pour raisons personnelles.
À la fin de la saison régulière, le maillot de David Lee est le 15e le plus vendu au NBA Store de New York.
Le 30 juin, les pronostics vont bon train pour tenter de deviner quelle sera la destination de LeBron James. La majorité des spécialistes le voient aux Bulls. Quant à David Lee, on le verrait bien à Toronto, New Jersey, Utah ou encore à Phoenix.
Le 8 juillet 2010, les dirigeants des Knicks prévoient un sign-and-trade avec les Warriors de Golden State si jamais LeBron James ne signe pas à New York. Les Warriors recevraient David Lee en échange d'Anthony Randolph, Kelenna Azubuike, et le Français Ronny Turiaf. Lorsque James annonce son arrivée à Miami, Lee s'envole pour Oakland et les Warriors avec un contrat qui se monte à 80 millions de dollars sur 6 ans.
David Lee quitte les Knicks de New York avec une moyenne par match de 12,6 points, 9,4 rebonds et plus de 140 double-doubles. Entre 2004 et 2011, les Knicks connaissent leur plus longue absence des playoffs depuis les années 1960 et Lee n'aura pas l'occasion d'aller une seule fois au-delà de la saison régulière avec le club de New York.
Le 21 juillet, Lee, blessé à un doigt, est annoncé forfait pour les championnats du monde en Turquie.
Durant l'intersaison, David Lee se classe 8e du pire transfert potentiel pour l'année à venir. Il est considéré comme un trop mauvais défenseur étant donné les 80 millions de dollars accordés par les Warriors et la perte d'Anthony Randolph et de deux autres joueurs.

### Warriors de Golden State (2010-2015)
À l'intersaison, David Lee rejoint alors une équipe qui présente des statistiques encore moins flatteuses que celles des Knicks. À l'entame de la saison 2010-2011, les Warriors sortent d'une saison à 31,7% de victoires et n'ont participé qu'une seule fois aux playoffs en 16 ans. Le club vient de changer d'entraîneur (Keith Smart remplace Don Nelson) et a un grand besoin de présence dans la raquette. Les Warriors sont menés par Monta Ellis et voient l'émergence du futur all-star Stephen Curry, alors seulement dans sa deuxième saison en NBA.

#### 2010-2011
La première saison de Lee aux Warriors est en deçà de sa précédente. Malgré 15 matchs à plus de 20 points et 10 rebonds (il réalise 37 double-doubles durant la saison), sa moyenne de points par match chute à 16,5 et sa moyenne de rebonds à 9,8. Il demeure cependant le meilleur rebondeur de son équipe, le troisième marqueur et le troisième passeur.
Lors de la saison 2010-2011, les Warriors gagnent 10 matchs de plus que la saison précédente mais terminent à la 12e place de leur conférence.

#### 2011-2012
La saison 2011-2012 voit l'arrivée de l'entraîneur Mark Jackson et s'avère extrêmement nuancée pour les Warriors. Autant elle est catastrophique d'un point de vue sportif (l'équipe termine 13e de sa conférence à 23-43 avec seulement 5 victoires contre 22 défaites après la vente de Monta Ellis) mais leur désir manifeste de "tanking" (c'est-à-dire perdre volontairement afin d'avoir le meilleur tour de draft possible) leur permettra une reconstruction rapide du club autour de Stephen Curry et de jeunes joueurs talentueux (Klay Thompson (11e choix de la draft 2011), Harrison Barnes (7e choix en 2012)).
David Lee, lui, retrouve son meilleur niveau avec 20,1 points par match et 9,6 rebonds. Il termine 6 matchs à plus de 20 points et 10 rebonds et réalise 27 double-doubles (en 57 matchs). Le 7 février 2012, face au Thunder d'Oklahoma City, il réalise le deuxième triple-double de sa carrière avec 25 points, 11 rebonds et 10 passes décisives.
Cette année-là, il est l'un des quatre seuls joueurs (avec Blake Griffin, Dwight Howard et Kevin Love) à avoir plus de 20 points et 9 rebonds par match (soit le premier Warrior à ce niveau depuis 1972).
Le 24 avril 2012, Bob Myers - acteur de la reconstruction qui a participé, le mois précédent, à l'acquisition d'Andrew Bogut - devient le nouveau manager des Warriors.

#### 2012-2013

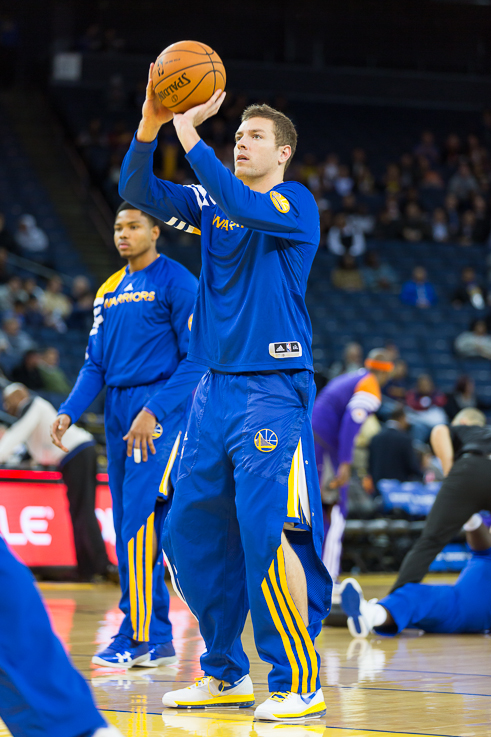
David Lee en octobre 2012.

Les mauvais résultats des Warriors, paradoxalement, alliés à un recrutement osé mais finalement payant (vente du meilleur marqueur Monta Ellis ainsi que de Kwame Brown et Ekpe Udoh en échange de Stephen Jackson et d'un pivot, Andrew Bogut, pourtant blessé et qui ne rejouera pas avant janvier 2013) placent l'équipe parmi les surprises de la saison 2012-2013. En retrait par rapport aux meilleurs marqueurs de son équipe, David Lee marque tout de même 18,5 points de moyenne et capte 11,2 rebonds. Il est le deuxième meilleur marqueur de son équipe et le meilleur rebondeur. Lee termine 5e au classement des rebondeurs de la NBA avec 886 prises, soit 11,2 par match et premier en nombre de double-doubles avec 56.
Le 21 décembre 2012, face aux Bobcats de Charlotte, il réalise le troisième triple-double de sa carrière avec 23 points, 11 rebonds et 11 passes décisives.
Il est élu joueur de la semaine du 16 décembre 2012 et du 3 février 2013 pour la conférence ouest. Il est également membre de la All-NBA 3rd team avec Paul George, James Harden, Dwight Howard et Dwyane Wade.
Sa bonne saison lui permet d'être sélectionné pour le NBA All-Star Game 2013. David Lee foulera le parquet pendant 13 minutes pour 6 points, 2 rebonds et 2 interceptions.
Avec 47 victoires contre 35 défaites, les Warriors se qualifient pour les playoffs pour la deuxième fois depuis 1995. Alors qu'il a l'occasion de participer aux playoffs pour la première fois de sa carrière, David Lee se blesse à la hanche le 22 avril lors du premier match du premier tour contre les Nuggets. D'abord annoncé forfait jusqu'à la fin de la saison, il fait un retour surprise 11 jours après. Il joue moins de 2 minutes et n'a le temps de prendre qu'un seul rebond mais participe à la victoire et à la qualification des siens lors du sixième match.
David Lee joue quatre des six matchs de la demi-finale de conférence perdue face aux Spurs. Il n'apparaît que 8,7 minutes en moyenne par match, pour 5 points et 3,3 rebonds.
À la fin de l'année 2013, le site de sport américain ESPN classe David Lee 50e dans son classement des 500 meilleurs joueurs de la NBA. Il gagne 9 places par rapport à son classement de 2012.

#### 2013-2014
Après leur beau parcours en 2013, les Warriors sont très attendus pour la saison 2013-2014 grâce à l'ajout de l'ailier all-star Andre Iguodala et malgré la perte de leurs meilleurs joueurs de banc (Jarrett Jack et Carl Landry). À l'heure du week-end du NBA All-Star Game 2014, les Warriors, bien que capables de matchs pleins face aux grosses équipes, déçoivent avec 31 victoires pour 22 défaites et une 8e place dans la difficile conférence ouest, à 6 victoires de leurs rivaux, les Clippers. David Lee, toujours constant, affiche des statistiques de 18,8 points par match, 9,8 rebonds, 2,4 passes décisives et 0,6 interception pour 34,1 minutes de jeu.
Il est élu joueur de la semaine du 5 janvier 2014 avec 24,5 points, 10,5 rebonds et 3,5 passes décisives.
Au 15 février 2014, David Lee a déjà réalisé 27 double-doubles en 50 matchs avec deux matchs de très haut niveau face aux deux finalistes précédents : 32 points et 13 rebonds face aux Spurs le 19 décembre 2013 et 32 points et 14 rebonds face au Heat le 2 janvier 2014.
Le 28 février, après la victoire des siens chez son ancienne équipe des Knicks de New York, il déclare en conférence de presse ne pas en vouloir aux dirigeants des Knicks qui l'ont transféré en juin 2010 pour libérer de la masse salariale.
Blessé aux ischio-jambiers, Lee ne joue pas entre le 22 mars et le 11 avril. Il termine la saison régulière en ayant joué 69 matchs (33,2 minutes par match) : 18,2 points (52,3% de réussite), 9,3 rebonds, 2,1 passes décisives, 0,7 interception, 0,4 contre. Il est le troisième meilleur marqueur de son équipe (derrière Stephen Curry et Klay Thompson) et le deuxième rebondeur (derrière Andrew Bogut). Il effectue 34 doubles-doubles.

#### 2014-2015
Dans le rôle de l'ailier fort remplaçant en fin de saison, il a un rôle important dans la victoire des Warriors en finales NBA 2015 que son équipe remporte 4 victoires à 2 contre les Cavaliers de Cleveland. Lee remporte le premier titre de sa carrière.

### Celtics de Boston (2015-2016)
Le 7 juillet 2015, il est transféré aux Celtics de Boston contre Gerald Wallace et Chris Babb,,. Les Warriors lui rendent hommage avec un clip qui retrace ses cinq années passées à Oakland. Avant de s'engager avec les Warriors, les Celtics lui avaient déjà montré de l'intérêt à l'été 2010. Son nouvel entraîneur, Brad Stevens, se réjouit de son arrivée et est admiratif des sacrifices du joueur qui a accepté d'être une simple rotation avec les champions 2015. Il arrive à Boston à 32 ans où il est le joueur le plus âgé et le mieux payé avec 15,5 millions de dollars sur la saison. Il remplit son rôle de vétéran de vestiaire lors d'un match à Milan dans le cadre des NBA Global Games où il invite ses coéquipiers au restaurant. Il trouve des similitudes entre la vie de groupe chez les Celtics et les Warriors avec notamment une bonne ambiance, un groupe jeune, un entraîneur enthousiaste.
Toutefois, en décembre 2015, la franchise envisage de se séparer de Lee. Début janvier 2016, il passe deux matches consécutifs sans entrer en jeu, ce qui agace le joueur. Début février 2016, il veut être transféré pour obtenir un vrai rôle ailleurs et les Celtics tentent de l'échanger avant le 18 février ou de la couper s'ils n'y parviennent pas. Hélas, peu avant la deadline, Boston ne trouve pas preneur pour Lee. Le 19 février 2016, à la fin de la trade deadline, les Celtics n'ont pas réussi à échanger Lee et envisagent de couper le joueur. Au soir, les Celtics ont négocié le rachat de son bail et laisse Lee libre de signer où il le souhaite.

### Mavericks de Dallas (2016)
Le 22 février 2016, il rejoint les Mavericks de Dallas qui utilisent la room exception de 2,1 millions de dollars.
Le 19 mars 2016, il reçoit les Warriors de Golden State, l'occasion pour lui de rappeler son soutien à l'équipe avec qui il a gagné son premier titre NBA. Six jours plus tard, le 25 mars, il se rend chez les Warriors où il peut enfin recevoir sa bague de champion NBA.
Avec les Mavericks, il participe aux playoffs NBA 2016. Au premier tour, les Mavericks affrontent le Thunder d'Oklahoma City. En raison d'une douleur au talon droit, il manque les deux premiers matches de la série. Il revient sur le terrain pour les deux rencontres suivantes. Après quatre matches, les Mavericks sont menés 3 victoires à 1 et Lee ne participe pas au cinquième et dernier match de la série en raison de sa douleur au talon droit.

### Spurs de San Antonio (2016-2017)
Le 28 juillet 2016, il rejoint les Spurs de San Antonio pour deux ans. Il décline cependant son option le 29 juin 2017 et devient agent libre.

## Palmarès

### En franchise
- Champion NBA en 2015 avec les Warriors de Golden State.

### Distinctions personnelles

#### Lycée
- McDonald's All-American en 2001.
- Vainqueur du McDonald's Slam Dunk Contest en 2001.

#### NBA
- 2 sélections au NBA All-Star Game en 2010 et 2013.
- All-NBA Third Team en 2013.
- 4 fois joueur de la semaine : 1er février 2009, 16 décembre 2012, 3 février 2013 et 5 janvier 2014.

## Statistiques

### Universitaires
| S         | U       | G   | MPM  | PTS  | PPG  | FG  | FGA | FG%    | 3P | 3PA | 3P% | FT  | FTA | FT%    | TRB | RPG | APG | SPG | BPG |
| --------- | ------- | --- | ---- | ---- | ---- | --- | --- | ------ | -- | --- | --- | --- | --- | ------ | --- | --- | --- | --- | --- |
| 2001-2002 | Florida | 31  | 18,0 | 218  | 7,0  | 84  | 145 | 57,9 % | 0  | 0   | -   | 50  | 91  | 54,9 % | 145 | 4,7 | 1,0 | 0,6 | 0,7 |
| 2002-2003 | Florida | 33  | 26,2 | 371  | 11,2 | 149 | 230 | 64,8 % | 0  | 0   | -   | 73  | 117 | 62,4%  | 224 | 6,8 | 1,8 | 0,7 | 1,5 |
| 2003-2004 | Florida | 31  | 27,5 | 412  | 13,3 | 150 | 255 | 59,3 % | 0  | 2   | 0 % | 112 | 145 | 77,2 % | 212 | 6,8 | 2,8 | 1,1 | 0,5 |
| 2004-2005 | Florida | 32  | 28,0 | 435  | 13,6 | 160 | 305 | 53,2 % | 0  | 4   | 0 % | 115 | 161 | 71,4 % | 288 | 9,0 | 2,2 | 1,1 | 0,8 |
| Total     | -       | 127 | 25,0 | 1436 | 11,3 | 543 | 935 | 58,1 % | 0  | 6   | 0 % | 350 | 514 | 68,1 % | 869 | 6,8 | 6,2 | 0,9 | 0,9 |

### NBA saisons régulières
| S         | T         | G   | GS  | MP    | MPM  | PTS   | PPG   | FG   | FGA  | FG%    | 3P | 3PA | 3P%    | FT   | FTA  | FT%    | ORB  | DRB  | TRB  | RPG   | AST  | APG  | SPG  | BPG  | TPG  | FPG  |
| --------- | --------- | --- | --- | ----- | ---- | ----- | ----- | ---- | ---- | ------ | -- | --- | ------ | ---- | ---- | ------ | ---- | ---- | ---- | ----- | ---- | ---- | ---- | ---- | ---- | ---- |
| 2005-2006 | Knicks    | 67  | 14  | 1129  | 16,9 | 345   | 5,15  | 137  | 230  | 59,6 % | 0  | 0   | 0 %    | 71   | 123  | 57,7 % | 109  | 194  | 303  | 4,52  | 43   | 0,64 | 0,45 | 0,30 | 0,76 | 1,85 |
| 2006-2007 | Knicks    | 58  | 12  | 1731  | 29,8 | 621   | 10,71 | 240  | 400  | 60,0 % | 0  | 0   | 0 %    | 141  | 173  | 81,5 % | 196  | 406  | 602  | 10,38 | 104  | 1,79 | 0,83 | 0,40 | 1,59 | 2,67 |
| 2007-2008 | Knicks    | 81  | 29  | 2356  | 29,1 | 876   | 10,81 | 341  | 618  | 55,2 % | 0  | 2   | 0 %    | 194  | 237  | 81,9 % | 242  | 482  | 724  | 8,94  | 95   | 1,17 | 0,68 | 0,36 | 1,20 | 2,59 |
| 2008-2009 | Knicks    | 81  | 74  | 2824  | 34,9 | 1293  | 15,96 | 522  | 951  | 54,9 % | 0  | 3   | 0 %    | 249  | 330  | 75,5 % | 256  | 695  | 951  | 11,74 | 174  | 2,15 | 0,99 | 0,27 | 1,85 | 3,21 |
| 2009-2010 | Knicks    | 81  | 81  | 3019  | 37,3 | 1640  | 20,25 | 686  | 1258 | 54,5 % | 0  | 8   | 0 %    | 268  | 330  | 81,2 % | 228  | 721  | 949  | 11,72 | 295  | 3,64 | 1,05 | 0,49 | 2,33 | 3,17 |
| 2010-2011 | Warriors  | 73  | 73  | 2634  | 36,1 | 1203  | 16,48 | 496  | 978  | 50,7 % | 1  | 3   | 33,3 % | 210  | 267  | 78,7 % | 217  | 497  | 714  | 9,78  | 233  | 3,19 | 1,01 | 0,42 | 2,33 | 2,89 |
| 2011-2012 | Warriors  | 57  | 57  | 2121  | 37,2 | 1147  | 20,12 | 464  | 922  | 50,3 % | 0  | 5   | 0 %    | 219  | 280  | 78,2 % | 171  | 374  | 545  | 9,56  | 162  | 2,84 | 0,95 | 0,39 | 2,61 | 3,14 |
| 2012-2013 | Warriors  | 79  | 79  | 2907  | 36,8 | 1459  | 18,47 | 602  | 1160 | 51,9 % | 0  | 4   | 0 %    | 255  | 320  | 79,7 % | 218  | 668  | 886  | 11,22 | 279  | 3,53 | 0,85 | 0,28 | 2,62 | 3,11 |
| 2013-2014 | Warriors  | 69  | 67  | 2288  | 33,2 | 1257  | 18,22 | 513  | 981  | 52,3 % | 0  | 1   | 0 %    | 231  | 296  | 78,0 % | 182  | 461  | 643  | 9,32  | 147  | 2,13 | 0,70 | 0,38 | 2,20 | 2,99 |
| 2014-2015 | Warriors  | 49  | 4   | 904   | 18,4 | 388   | 7,92  | 160  | 313  | 51,1 % | 0  | 2   | 0 %    | 68   | 104  | 65,4 % | 81   | 176  | 257  | 5,24  | 85   | 1,73 | 0,63 | 0,53 | 1,00 | 1,69 |
| 2015-2016 | Celtics   | 30  | 4   | 470   | 15,7 | 214   | 7,13  | 87   | 192  | 45,3 % | 0  | 1   | 0 %    | 40   | 51   | 78,4 % | 41   | 89   | 130  | 4,33  | 54   | 1,80 | 0,40 | 0,43 | 1,27 | 1,70 |
| 2015-2016 | Mavericks | 25  | 1   | 433   | 17,3 | 213   | 8,52  | 91   | 143  | 63,6 % | 0  | 0   | 0 %    | 31   | 42   | 73,8 % | 60   | 115  | 175  | 7,00  | 30   | 1,20 | 0,40 | 0,60 | 1,12 | 2,52 |
| 2016-2017 | Spurs     | 78  | 10  | 1464  | 18,8 | 574   | 7,36  | 247  | 417  | 59,2 % | 0  | 0   | 0 %    | 80   | 113  | 70,8 % | 146  | 290  | 436  | 5,59  | 122  | 1,56 | 0,41 | 0,51 | 1,03 | 1,60 |
| Total     | -         | 828 | 505 | 24281 | 29,3 | 11230 | 13,56 | 4586 | 8563 | 53,6 % | 1  | 29  | 3,4 %  | 2057 | 2666 | 77,2 % | 2147 | 5168 | 7315 | 8,83  | 1823 | 2,20 | 0,76 | 0,40 | 1,75 | 2,62 |

### NBA Playoffs
| S         | T        | G  | GS | MP  | MPM  | PTS | PPG  | FG | FGA | FG%    | 3P | 3PA | 3P% | FT | FTA | FT%    | ORB | DRB | TRB | RPG  | AST | APG  | SPG  | BPG  | TPG  | FPG  |
| --------- | -------- | -- | -- | --- | ---- | --- | ---- | -- | --- | ------ | -- | --- | --- | -- | --- | ------ | --- | --- | --- | ---- | --- | ---- | ---- | ---- | ---- | ---- |
| 2012-2013 | Warriors | 6  | 1  | 65  | 10,9 | 30  | 5,0  | 13 | 33  | 39,4 % | 0  | 0   | 0 % | 4  | 6   | 66,7 % | 6   | 22  | 28  | 4,67 | 5   | 0,83 | 0,50 | 0,17 | 0,83 | 0,83 |
| 2013-2014 | Warriors | 7  | 7  | 217 | 31,1 | 97  | 13,9 | 41 | 77  | 53,2 % | 0  | 0   | 0 % | 15 | 19  | 78,9 % | 24  | 40  | 64  | 9,14 | 18  | 2,57 | 0,57 | 0,00 | 2,43 | 4,00 |
| 2014-2015 | Warriors | 13 | 0  | 107 | 8,2  | 40  | 3,1  | 16 | 40  | 40,0 % | 0  | 0   | 0 % | 8  | 15  | 53,3 % | 11  | 23  | 34  | 2,62 | 8   | 0,62 | 0,23 | 0,15 | 0,15 | 1,31 |
| Total     | -        | 26 | 8  | 389 | 15,0 | 167 | 6,4  | 70 | 150 | 46,7 % | 0  | 0   | 0 % | 27 | 40  | 67,5 % | 41  | 85  | 126 | 4,85 | 31  | 1,19 | 0,38 | 0,12 | 0,92 | 1,92 |

### All-Star Games
| S         | T     | MP | PTS | FG | FGA | FG%    | 3P | 3PA | 3P% | FT | FTA | FT% | ORB | DRB | TRB | APG | SPG | BPG | TPG | FPG |
| --------- | ----- | -- | --- | -- | --- | ------ | -- | --- | --- | -- | --- | --- | --- | --- | --- | --- | --- | --- | --- | --- |
| 2009-2010 | Est   | 12 | 4   | 2  | 3   | 66,7 % | 0  | 0   | 0 % | 0  | 0   | 0 % | 0   | 2   | 2   | 1   | 0   | 0   | 3   | 1   |
| 2012-2013 | Ouest | 13 | 6   | 3  | 4   | 75,0 % | 0  | 0   | 0 % | 0  | 0   | 0 % | 0   | 2   | 2   | 0   | 2   | 0   | 1   | 1   |
| Total     | -     | 25 | 10  | 5  | 7   | 70,9 % | 0  | 0   | 0 % | 0  | 0   | 0 % | 0   | 4   | 4   | 0,5 | 1   | 0   | 2   | 1   |

## Records sur une rencontre en NBA
Les records personnels de David Lee en NBA sont les suivants, :
| Type de statistique        | Saison régulière | Saison régulière         | Saison régulière | Playoffs | Playoffs                  | Playoffs      |
| Type de statistique        | Record           | Adversaire               | Date             | Record   | Adversaire                | Date          |
| -------------------------- | ---------------- | ------------------------ | ---------------- | -------- | ------------------------- | ------------- |
| Points                     | 37               | 2 fois                   | 2 fois           | 20       | @ Clippers de Los Angeles | 19 avril 2014 |
| Paniers marqués            | 16               | Warriors de Golden State | 29 novembre 2008 | 8        | 2 fois                    | 2 fois        |
| Paniers tentés             | 29               | Warriors de Golden State | 29 novembre 2008 | 15       | Clippers de Los Angeles   | 24 avril 2014 |
| Paniers à 3 points réussis | 1                | Raptors de Toronto       | 25 mars 2011     | -        | -                         | -             |
| Paniers à 3 points tentés  | 2                | Rockets de Houston       | 21 mars 2010     | 1        | Grizzlies de Memphis      | 15 avril 2017 |
| Lancers francs réussis     | 12               | 2 fois                   | 2 fois           | 5        | @ Clippers de Los Angeles | 3 mai 2014    |
| Lancers francs tentés      | 14               | @ Jazz de l'Utah         | 13 décembre 2010 | 6        | 3 fois                    | 3 fois        |
| Rebonds offensifs          | 9                | 3 fois                   | 3 fois           | 8        | Clippers de Los Angeles   | 24 avril 2014 |
| Rebonds défensifs          | 17               | 2 fois                   | 2 fois           | 12       | @ Nuggets de Denver       | 20 avril 2013 |
| Rebonds totaux             | 22               | Spurs de San Antonio     | 22 février 2013  | 14       | @ Nuggets de Denver       | 20 avril 2013 |
| Passes décisives           | 11               | Bobcats de Charlotte     | 21 décembre 2012 | 4        | 2 fois                    | 2 fois        |
| Interceptions              | 5                | 3 fois                   | 3 fois           | 2        | Clippers de Los Angeles   | 27 avril 2014 |
| Contres                    | 4                | 2 fois                   | 2 fois           | 2        | Grizzlies de Memphis      | 15 avril 2017 |
| Balles perdues             | 7                | 4 fois                   | 4 fois           | 6        | @ Clippers de Los Angeles | 19 avril 2014 |
| Minutes jouées             | 52               | Suns de Phoenix          | 2 janvier 2006   | 38       | @ Clippers de Los Angeles | 3 mai 2014    |

- Double-double : 344 (dont 4 en playoffs)
- Triple-double : 3

## Salaires
| Saison      | Équipe      | Salaire      |
| ----------- | ----------- | ------------ |
| 2005-2006   | Knicks      | 861 360 $    |
| 2006-2007   | Knicks      | 926 040 $    |
| 2007-2008   | Knicks      | 990 600 $    |
| 2008-2009   | Knicks      | 1 788 033 $  |
| 2009-2010   | Knicks      | 7 000 000 $  |
| 2010-2011   | Warriors    | 10 800 000 $ |
| 2011-2012   | Warriors    | 11 610 000 $ |
| 2012-2013   | Warriors    | 12 744 000 $ |
| 2013-2014   | Warriors    | 13 878 000 $ |
| 2014-2015*  | Warriors    | 15 012 000 $ |
| 2015-2016   | Celtics     | 15 493 680 $ |
| 2015-2016   | Mavericks   | 2 102 224 $  |
| Total Gains | Total Gains | 93 205 937 $ |

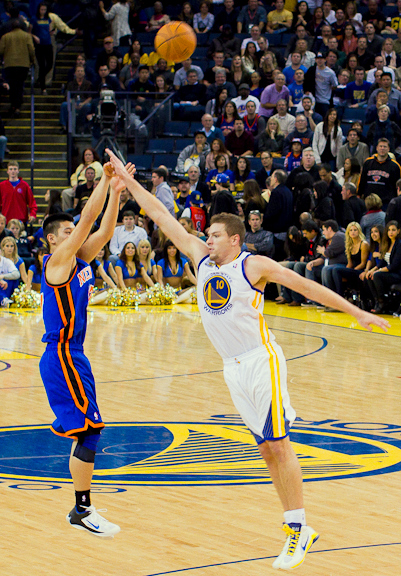
David Lee face à Jeremy Lin en 2011.

Note : * Pour la saison 2014-2015, le salaire moyen d'un joueur évoluant en NBA est de 4 500 000 $.